# Рау Барбат (Хунедоара)
Рау Барбат (рум. Râu Bărbat) насеље је у Румунији у округу Хунедоара у општини Пуј. Oпштина се налази на надморској висини од 489 m.

## Становништво
Према подацима из 2002. године у насељу је живело 198 становника, од којих су сви румунске националности.